# Litfiba 93-99
Litfiba 93-99 è una raccolta non ufficiale (in quanto non autorizzata dalla band) dei Litfiba, pubblicata il 20 gennaio 2015 dalla casa discografica Sony Music. Nonostante il titolo, il disco racchiude le canzoni realizzate dal gruppo tra il 1994 e il 1999 (in quanto contiene canzoni da Spirito, Mondi sommersi e '99 Live).

## Tracce
1. Lo spettacolo
2. Spirito
3. No frontiere
4. Diavolo illuso
5. La musica fa
6. Lacio drom (live 1999)
7. Animale di zona (live 1999)
8. Ritmo
9. Imparerò
10. Regina di cuori
11. Goccia a goccia
12. Si può
13. Sparami (live 1999)
14. Ritmo 2# (live 1999)
15. Dottor M.